# Slag bij Taginae
De Slag bij Taginae vond plaats in 552 bij het huidige Gualdo Tadino toen de Oost-Romeinse troepen onder leiding van generaal Narses de Ostrogoten aangevoerd door hun koning Totila versloegen in de strijd om de heerschappij over Italië.

## Aanleiding
In 551 had keizer Justinianus I een groot deel van Italië verloren aan Totila. Belisarius, de voorganger van Narses, was er niet in geslaagd de opmars van de Ostrogoten te voorkomen. Justinianus besloot daarom in het volgende jaar Narses met een leger van 22.000 man, waaronder Herulen en Longobarden naar Italië te sturen. Bij Taginae (het huidige Gualdo Tadino) in de Umbrische Apennijen kwam het tot een treffen.

## De veldslag
Totila probeerde via onderhandelingen de strijd te vertragen, omdat zijn leger numeriek inferieur aan dat van Narses was. Een verrassingsaanval van Totila leverde vervolgens weinig op. En terwijl Totila op versterkingen wachtte, stelde Narses zijn leger op: de infanterie van de Heruli en Longobarden werden in het centrum geposteerd en de flanken werden bezet door boogschutters en ruiters. Totila plaatste zijn ruiterij in het midden van zijn troepenmacht met daarachter de infanterie.
De spanning werd langzaam opgevoerd toen een soldaat uit het Ostrogotische leger het leger van de Byzantijnen uitdaagde voor een duel van man tot man. Deze uitdaging werd geaccepteerd met het resultaat dat de uitdager sneuvelde. Dit betekende niet het einde van de strijd. Nadat Totila een oorlogsritueel had uitgevoerd voor het zicht van zijn mannen (waarschijnlijk om hen aan te vuren) werd besloten tot het hebben van een maaltijd. Met de zojuist aangekomen versterkingen besloot Totila vervolgens het centrum van de troepen van Narses aan te vallen.
De Ostrogoten hadden echter niet het verrassingseffect waarop ze hadden gehoopt. Integendeel: ze kwamen in een stortregen van pijlen terecht en na een omtrekkende beweging van de Byzantijnse ruiterij werden de Ostrogoten in de flanken aangevallen. Vroeg in de avond kwam de definitieve nekslag toen Narses een frontale aanval op de Ostrogoten beval. Het leger van Totila bezweek en sloeg op de vlucht. Zesduizend doden werden door hen achtergelaten: Totila was een van hen.

## De gevolgen
Tegen het eind van dat jaar was Rome opnieuw in handen van de Byzantijnse keizer. Het jaar daarop werd geheel Italië weer bij het Oost-Romeinse Rijk gevoegd.